# São Domingos de Gusmão (Olivença)

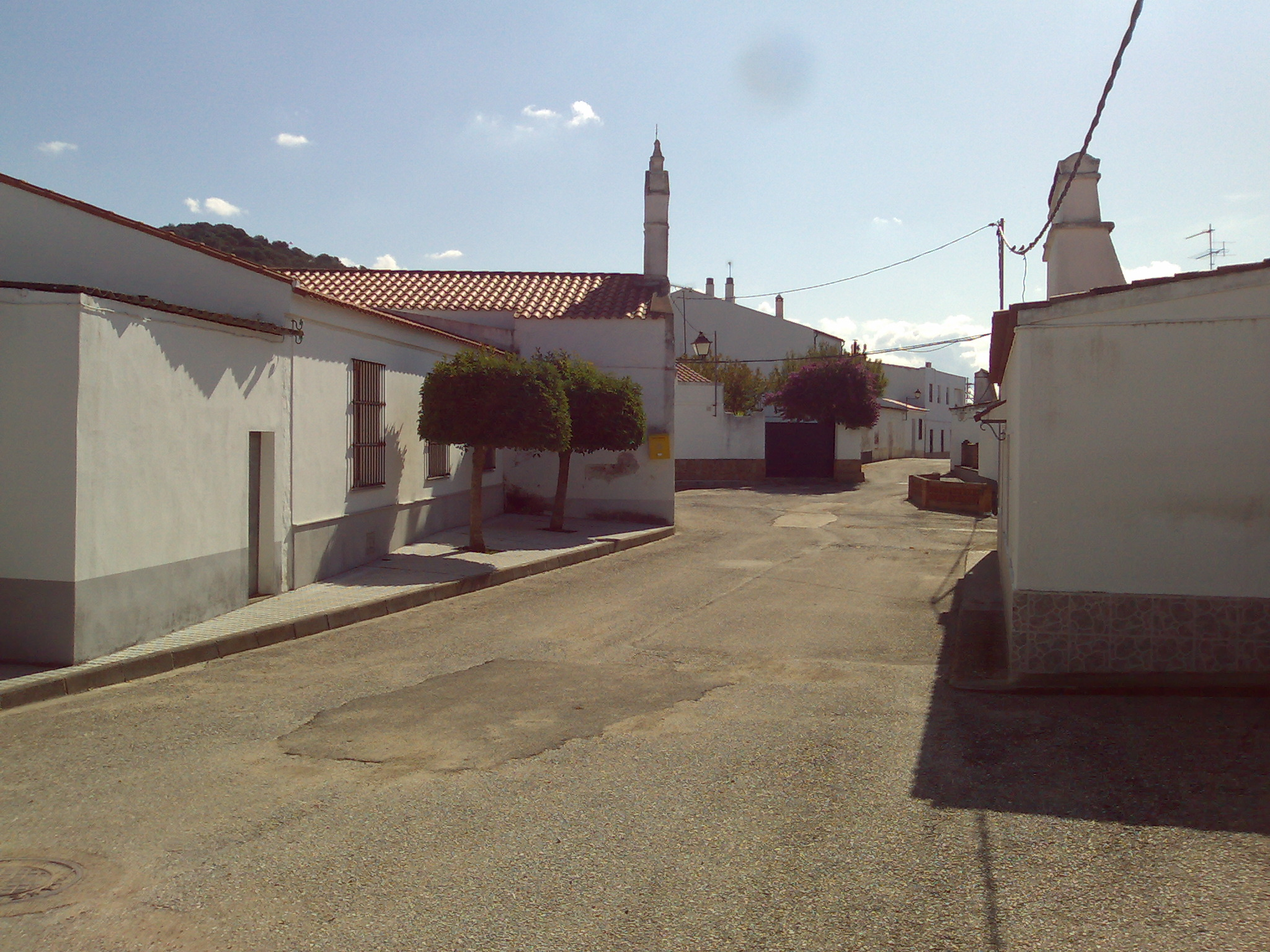
São Domingos de Gusmão

São Domingos de Gusmão (oficialment en castellà, Santo Domingo de Guzmán) és un poble del municipi d'Olivença, actualment sota l'estat espanyol, però disputat per Portugal. Fins al 1801 constituïa una freguesia d'aquest municipi portugués i tenia 353 habitants. Sota l'administració espanyola, es troba integrat en la província de Badajoz. Se situa a 7 km d'Olivença.
D'acord amb les dades del cens del 2013, actualment només hi viuen 16 persones, i és el més petit dels pobles d'Olivença.
Ens ofereix l'església parroquial de São Domingos de Gusmão, petita edificació popular del segle xvii, amb aspecte d'ermita rural. La façana sustenta un gran pòrtic de severa estructura de marbre i doble campanar. La planta és una nau amb volta simple i capçalera quadrangular de creuer. Les capelles i altres dependències annexades al cos principal originen un conjunt de variats volums i composició harmònica. Una cúpula menuda en xemeneia destaca sobre la teulada. El seu encant principal prové de la peculiar arquitectura popular tradicional d'accent alentejà portugués.
A la primeria del segle xviii, el poble era constituït per prop de 60 persones. Llavors, hi havia a la rodalia les hisendes de Borrachinha, de Monte-longo i Gijarral, entre d'altres, considerades molt fèrtils.
A mig camí d'Olivença es troba l'ermita de Nossa Senhora das Neves, les festes de la qual se celebren el 5 d'agost. Sobre ella existeix una llegenda que relata la història del petit Joaquim que, quan es trobava perdut en el camp, fou protegit per la Mare de Déu durant la nit.

## Galeria

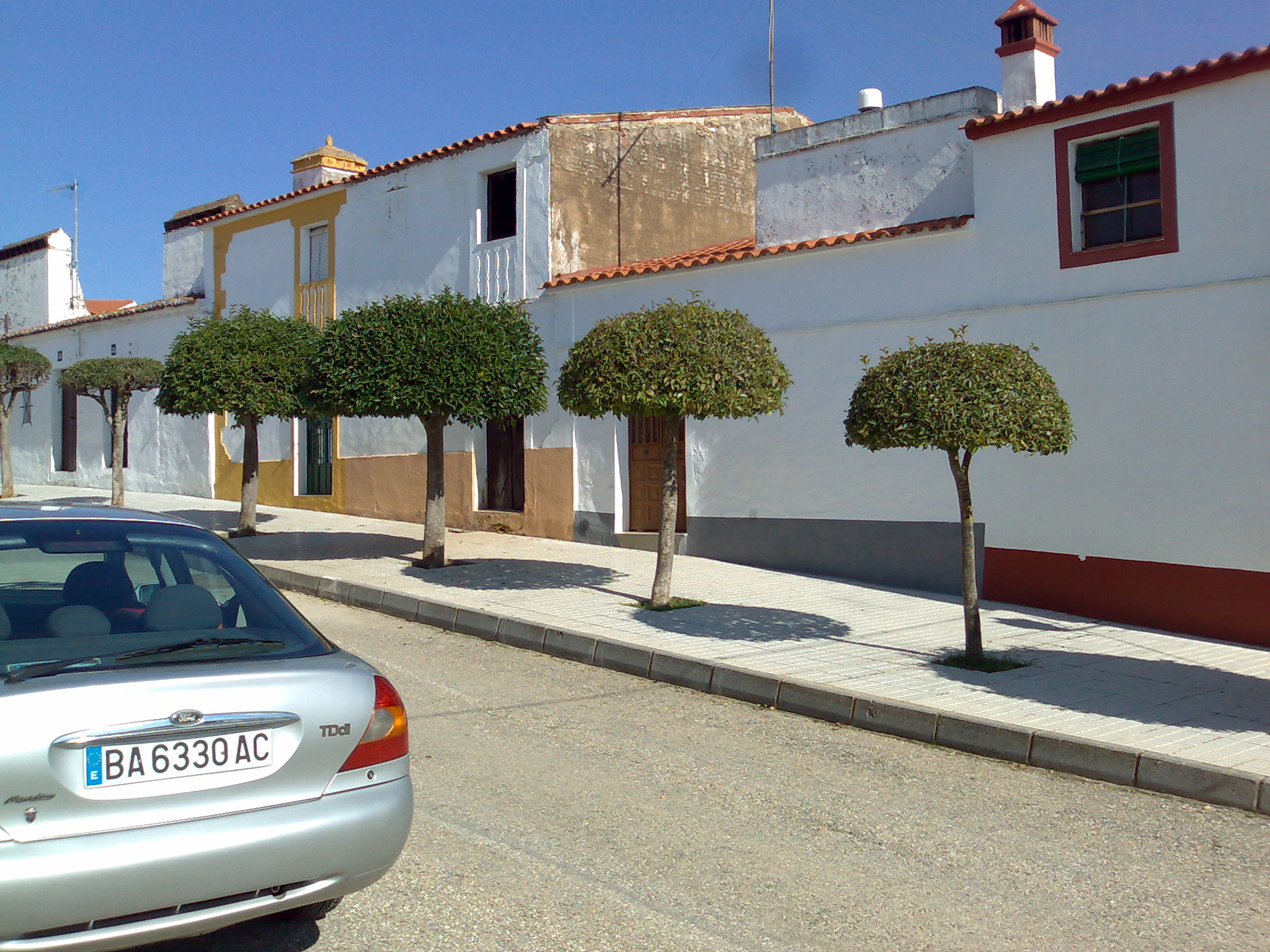
Carrer principal
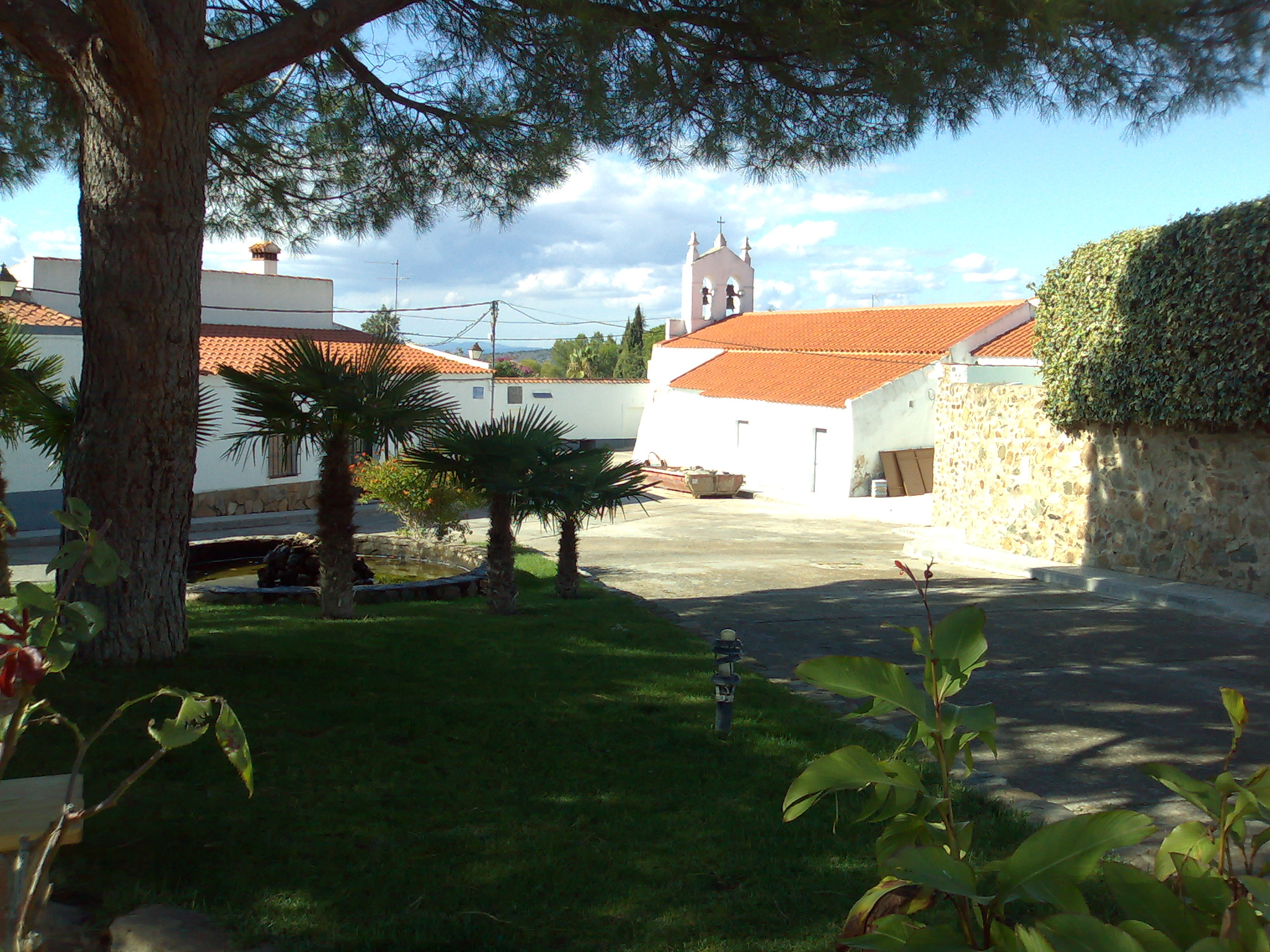
Plaça
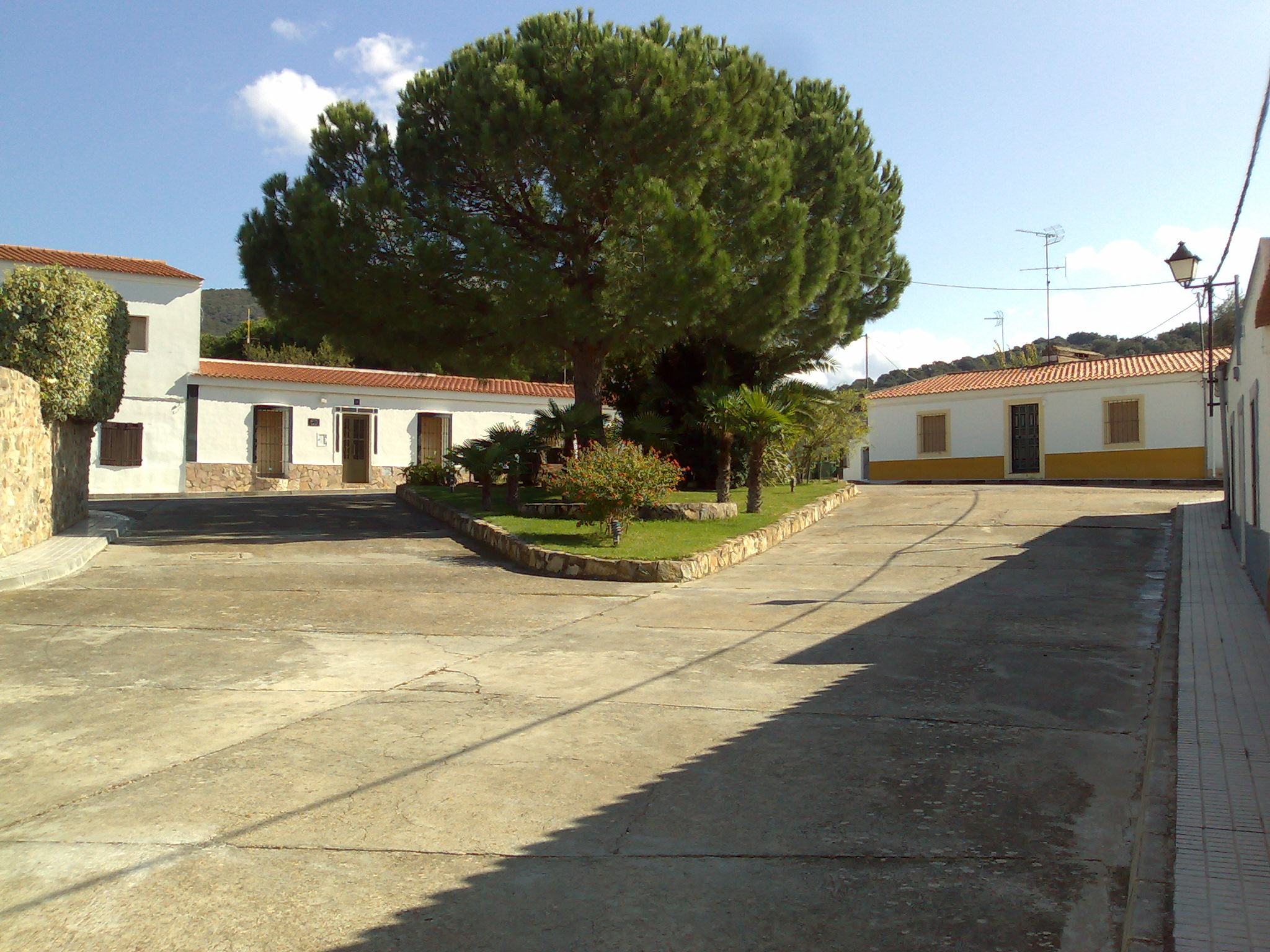
Plaça
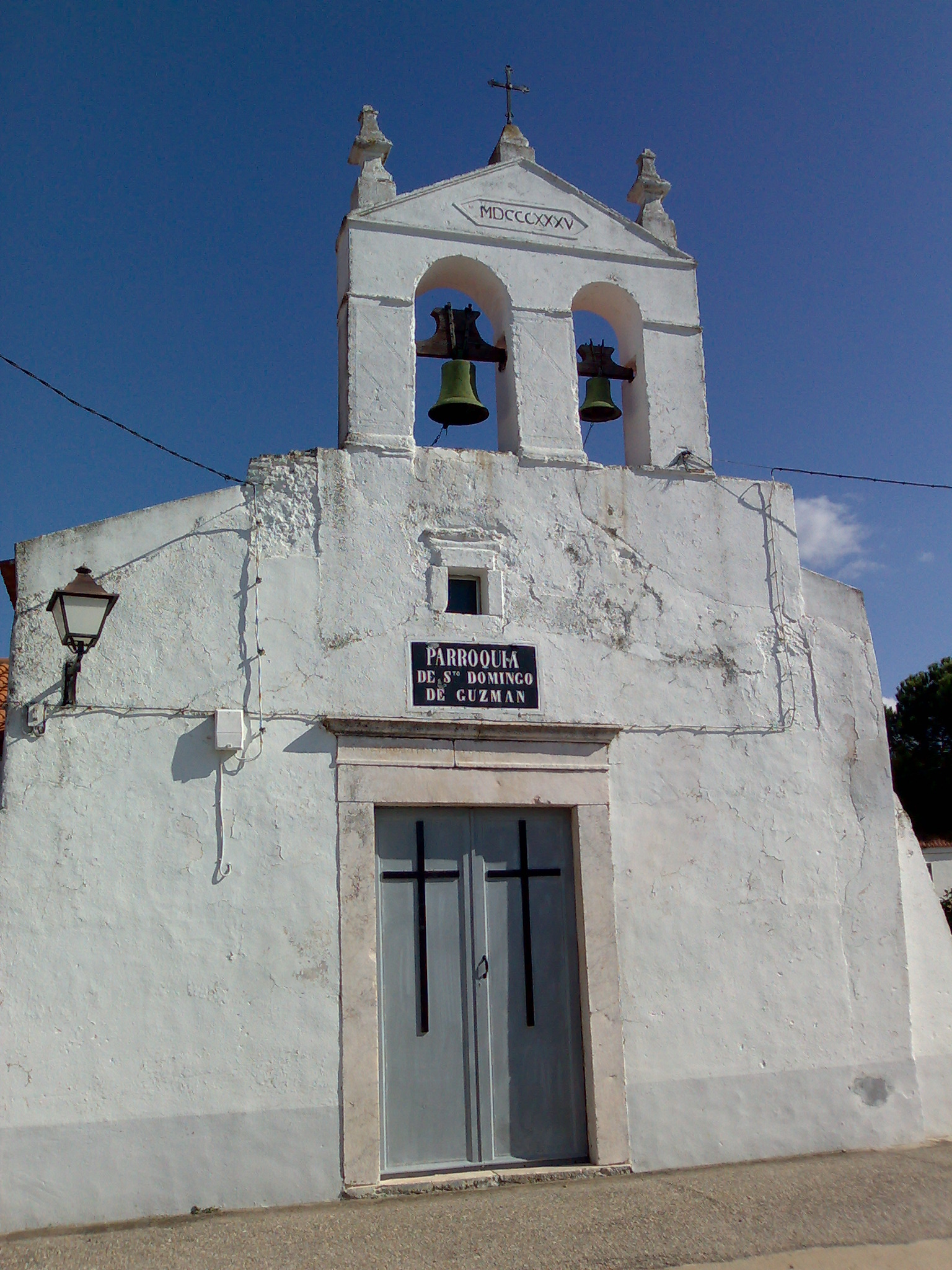
Església